# Tetraponera ocellata
Tetraponera ocellata är en myrart som först beskrevs av Mayr 1868.  Tetraponera ocellata ingår i släktet Tetraponera och familjen myror. Inga underarter finns listade i Catalogue of Life.